# Tytingvågen
Tytingvågen – wieś w zachodniej Norwegii, w okręgu Sogn og Fjordane, w gminie Vågsøy. Miejscowość leży na południowej części wyspy Husevågøy, nad fiordem Fåfjorden. Tytingvågen znajduje się 5 km na południowy wschód od miejscowości Husevåg i około 7 km na południe od centrum administracyjnego gminy – Måløy. Z wyspy można dostać się na stały ląd tylko promem, który kursuje do miejscowości Måløy oraz Oldeide.   
Miejscowość jest wymieniona w źródłach historycznych pochodzących z XVI wieku.